# Meunasah Teungoh (Peudada)
Meunasah Teungoh is een bestuurslaag in het regentschap Bireuen van de provincie Atjeh, Indonesië. Meunasah Teungoh telt 470 inwoners (volkstelling 2010).